# Leslie García
Leslie García (Tijuana, Baja California, 1 de agosto de 1981)  es una artista visual, sonora, investigadora, docente y desarrolladora de medios digitales. Su trabajo explora y fusiona el arte, ciencia y tecnología a través de la producción de herramientas virtuales, audio, prototipos  electrónicos, diseño de piezas net.art, así como el desarrollo de hardware e interfaces biológicas

## Trayectoria
El trabajo de Leslie García ha formado parte de festivales y muestras tanto colectivas como individuales a nivel nacional e internacional entre los que se encuentran Media Lab Prado, Museo de Arte Reina Sofía,  O1SJ, Museum of Latin American Arts, Piksel Festival, Ars Electrónica en México, Centro Cultural de España, Public Art Lab de Berlín,  NOMAD  Center for media reserch, Museum of Contemporany Art en  Szczecin, Museum of Latin American Art, Transitio_mx, LabSurLab2, Hip3rorganicos, Nuvem estación de arte y tecnología, ISEA, Mutek_MX, Transmediale, CTM Berlin, NIME 2014, Londres, Sight & Sound Montreal, ICAD International Conference for Auditory Display Graz, European Congress on Artificial Inteligence ,York entre otros. Entre sus trabajos discográficos  de música experimental ha publicado su trabajo como  LogarDecar en sellos como UmorRex (México) y Latam Tapes (Francia)

### Microhom[5]
Es un seudónimo sonoro  utilizado por Leslie entre muchos otros, con el cual desarrolla música electrónica con influencia del noise, new wave, y techno que forman parte de sus sesiones de improvisación que presentan un acto en vivo siempre cambiante y dislocado. 

En palabras de la artista: 
“En el caso de Microhm, la composición sonora es una forma de experiencia casi ritual, muy íntima y personal, donde voy buscando conciliar mis influencias sonoras con una necesidad de desestructurar, de quebrar esos sonidos, dejando solo las reminiscencias de lo que alguna vez fueron”.
Su EP Eternal Night forma parte del álbum debut bajo el sello Static Discos que vio la luz en noviembre de 2018.

## Colectivos

### Dream Addictive (2003-2010)
Leslie García es cofundadora del colectivo con residencia en Tijuana, Baja California junto con Carmen García y Alejandro Ramírez dedicado al arte electrónico adherido al movimiento open source que promueve la construcción tecnológica colaborativa. Sus proyectos eran compartidos de manera presencial o en línea dando como resultado creación de espacios, eventos y formación de público. Dream Addictive creaba ambientes que se encontraban entre lo onírico y lo virtual. Entre los proyectos que se desarrollaron se encuentran Opensolarcircuits, Deep Thought v.2, Aurora Artificial, Untitled Mood, OpenSourceOrchestra entre otros.

### Astrovandalistas (2010-presente)
Es un colectivo trasnlocal fundado en Tijuana en 2010 y migrado a la Ciudad de México  cuyo trabajo se asocia al hacking urbano y  divulgación libre inspirado en la filosofía DIY (Do-It- Yourself/ Házlo tú mismo )  y DIWO (Do-It-With-Others/ Hágalo con otros)   para generar tecnologías al alcance de todos por su bajo costo. Sus miembros colaboran a distancia a lo largo del continente americano. Sus obras se han presentado en Alemania, Brasil, Chile y España entre las que se encuentran Imaginario Inverso- Narrativas hacia el Futuro y Arma Sonora Telemática”donde se reflexiona sobre la percepción ciudadana de las mismas en el espacio público

### Interspecifics (2013-presente)
Leslie García al lado de la investigadora y productora Paloma López crean una intersección entre música, instalación y ciencia. 
Interspecifics taps into the vibrational links between species, using sound frequencies to link usually unseen worlds, from bacteria and slime mold to human brain waves and measurable data. What that sounds like: unearthed ambient soundscapes, a patterned language of signal communication, the sonic intrigue of what Interspecifics calls “Non-Human Rhythms.”- Mutek 2018 Montreal
Interspecifics diseña talleres públicos donde comparten el desarrollo de Open Source con otros artistas e investigadores.
Entre sus obras se encuentra Speculative Communications integra un invento “ Sistema de inteligencia auto-generativo no humano” (Inteligencia artificial) que convierte patrones de comportamiento de un microorganismo en material para realizar una partitura audiovisual. 
Han presentado su obra en diversos eventos y exposiciones como FACT Liverpool, el Congreso Europeo de Vida Artificial en York, Spektrum y Acud Macht Neu en Berlín, eL Festival ICAS en Dresde y TJINCHINA en Tijuana México, y fueron premiados por Waag Society Amsterdam en la más reciente edición de HacktheBrain.

## Investigación
De 2012-2015, Leslie García desarrolló una actividad como investigadora asociada del Nucleo Laboratorial Nano de la Escola de Belas Artes – UFRJ, en Río de Janeiro. Posteriormente laboró de 2015 a 2016 en el departamento de medios de la Universidad Bauhaus en Weimer Alemania como investigadora artística. Fue investigadora artística del departamento de Media Environments bajo la dirección de la profesora Ursula Damm para la Universidad Bauhaus en Weimar, Alemania. Es coordinadora de MusicMakers Hacklab MX y del programa de exploración artística en ciencias de la vida B10S.

## Docencia
Su labor como docente incluye talleres en diferentes espacios como  Protolab, Laboratorio de Medios de la Universidad de Tijuana, Maker Space en Santiago de Chile, Jardín Botánico de la UNAM, Jardín Etnobotánico de Oaxaca, Universidad Federal de Río de Janeiro, MUAC Museo Universitario de Arte Contemporáneo en la Ciudad de México. Media Lab Prado en Madrid, Centro Multimedia en la Ciudad de México.
Docente invitada en dos ocasiones para el programa Interactivos del Media Lab Prado 2008 en la Ciudad de México y 2012 en Nuvem estación de arte y tecnología, Visconde de Maua, Brasil.
A partir de 2019, Interspecifics desarrolla una labor de educación experimental a través de  talleres públicos para otros artistas e investigadores.

## Becas y reconocimientos
Becaria de la red ECAS (European Cities of Advance Sound) con el proyecto Energy Bending Lab. Fue Becaria del Programa de apoyos a la producción en arte y medios 2010 del Centro Multimedia, becaria del Programa Jóvenes Creadores de FONCA 2008, 2011 y 2017 en la especialidad de medios electrónicos con los proyectos UberSonic, Pulsu(m) Plantae y Comunicaciones Especulativas. 
Con el proyecto AeffectLab dentro del colectivo Astrovandalistas, obtiene apoyo de Andy Warhol Foundation para desarrollar dicho proyecto en MOLAA, así también  la pieza Narrativas hacia el futuro es  comisionada por el Rubyn Center del Paso Texas.